# Бабовић
Бабовић је јужнословенско презиме. Значајни људи са овим презименом су:
- Анастасија Бабовић (2000), црногорска рукометашица
- Милка Бабовић (1928—2020), хрватска атлетичарка и новинарка
- Ненад Бабовић (1976), српски веслач
- Стефан Бабовић (1987), српски фудбалер